# トヨタ・FZエンジン
トヨタ・FZエンジンは、トヨタ自動車の水冷直列6気筒ガソリンエンジンの系列である。

## 概要
1990年代初頭の時点で既に旧態化したF型エンジンを置き換える事を前提とした直列6気筒のガソリンエンジンで、1992年に開発された。

## 系譜
- エンジン型式一覧の自動車用エンジンの系譜を参照。

## 型式

### 1FZ-FE
- 種類：DOHC 24バルブ（ハイメカツインカム）
- 排気量：4.476L
- 内径×行程：100.0×95.0(mm)
- 圧縮比：9.0
- 燃料：ガソリン
- 燃料供給：EFI
- 参考出力：158kW (215PS) /4,600rpm
- 参考トルク：373Nm (38.0kg-m) /3,200rpm

- 搭載車種（車両型式）
  - ランドクルーザー70系（海外向け FZJ70 / 71 / 73 / 74 / 75 / 76 / 78 / 79）
  - ランドクルーザー80系（日本国内けでは FZJ80V / G）
  - ランドクルーザー100系（海外向け FZJ100 / 105）
  - レクサス・LX

### 1FZ-F
高速型
- 種類：DOHC 24バルブ（ハイメカツインカム）
- 排気量：4.476L
- 内径×行程：100.0×95.0(mm)
- 圧縮比：9.0
- 燃料：ガソリン
- 燃料供給：2バレルキャブレター
- 参考出力：140kW (190PS) /4,400rpm
- 参考トルク：363Nm (37.0kg-m) /2,800rpm

- 搭載車種（車両型式）
  - ランドクルーザー70系（海外向け FZJ70 / 71 / 73 / 74 / 75 / 76 / 78 / 79）
  - ランドクルーザー80系（海外向け FZJ80）
  - ランドクルーザー100系 （海外向け FZJ100 / 105）

低速型
- 種類：DOHC 24バルブ
- 排気量：4.476L
- 内径×行程：100.0×95.0(mm)
- 圧縮比：9.0
- 燃料：ガソリン / LPG
- 燃料供給：キャブレター / LPガスミキサー
- 参考出力：62kW (84PS) /2,100rpm - 63kW (86PS) / 2,350rpm
- 参考トルク：294Nm (30.0kg-m) /1,200rpm

- 搭載車種（車両型式）
  - トヨタ・フォークリフト 7FG35 / 7FG40 / 7FG45 / 7FGA50 / 7FGK40